# فرودگاه شهری هوپ
فرودگاه شهری هوپ (به انگلیسی: Hope Municipal Airport) یک فرودگاه همگانی با کد یاتا M18 است که یک باند فرود آسفالت دارد و طول باند آن ۱۶۹۵ متر است. این فرودگاه در کشور ایالات متحده آمریکا قرار دارد و در ارتفاع ۱۰۹ متری از سطح دریا واقع شده‌است.